# 가와무라 게이토
가와무라 게이토(일본어: 河村 慶人, 1999년 9월 11일~)는 일본의 축구 선수이다.

## 구단 경력
그는 2022년 J2리그의 도쿄 베르디에 입단했다. 2023년 J2리그 3위를 기록하여 J1리그로 승격했다. 2024년까지 61경기에 출전하여, 5득점을 넣었다. 2024년 7월 J2리그의 블라우블리츠 아키타로 이적했다. 2025년 J3리그의 가고시마 유나이티드 FC로 이적했다.